# Ephyrodes exprimens
Ephyrodes exprimens là một loài bướm đêm trong họ Erebidae.